# Джа (тибетская буква)

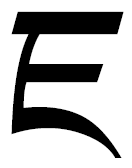

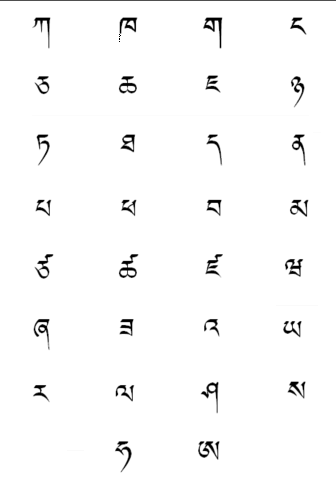

Джа (вайли Ja) — 7-я буква тибетского алфавита. Графически является омоглифом буквы Е.
Транскрипция этой буквы может различаться в разных источниках. В словаре Дандарона — джа, а в словаре Рериха — дзя, в словаре Горячева А. В. — джя. Так или иначе транскрипция джа совпадает с транскрипцией ещё трёх инициалей на основе баятаджа.
Джа может выступать только слогообразующей буквой. В словарях есть шесть вариантов инициалей с джа.
В тибетском букваре эта буква ассоциирована со словом чай.

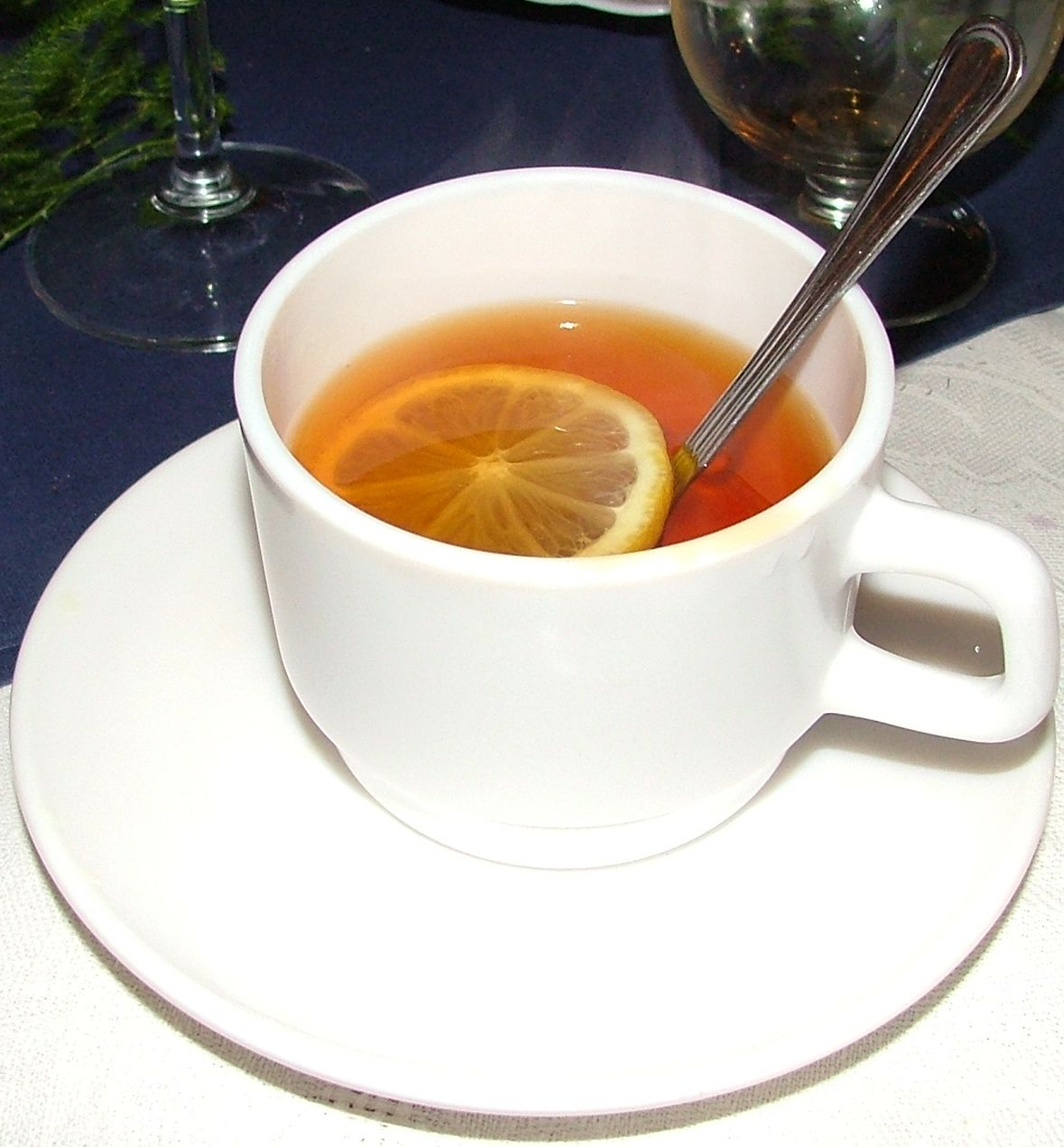
Джа —  — чай
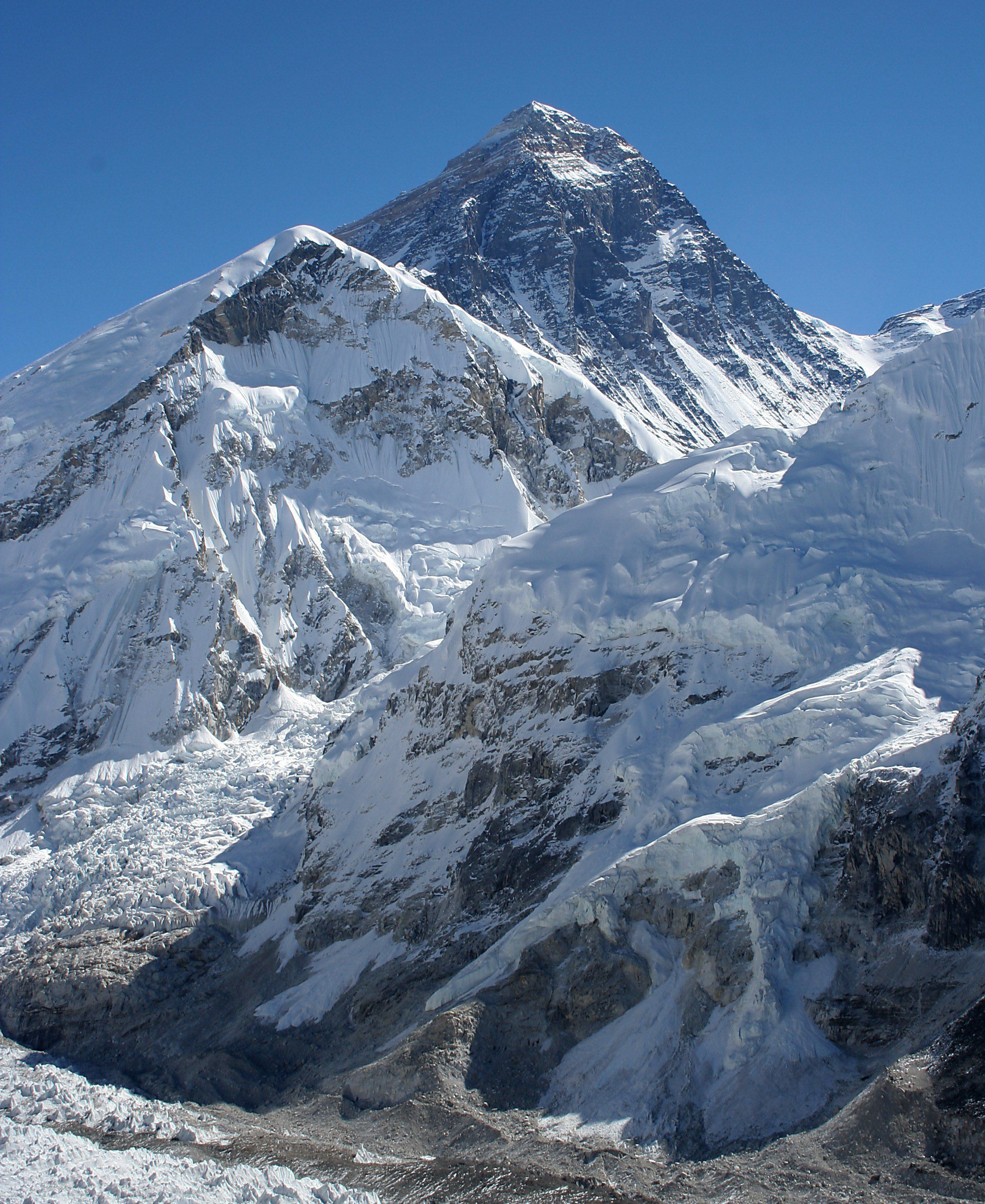
Джомолунгма —
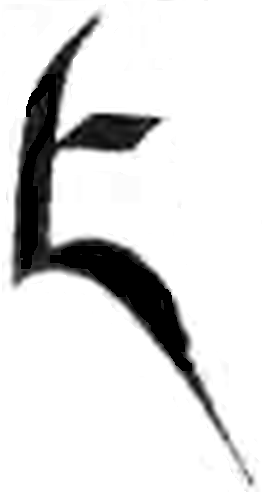
Джа рукописный (умэ)

## Аоджаджа
Пример: джа — радуга